# Перша лінія (Пусанський метрополітен)
Перша лінія (Пусанський метрополітен) (кор. 부산 도시철도 1호선) — одна з ліній метрополітену в південнокорейському місті Пусан. На мапах лінія позначається помаранчевим кольором.

## Історія
Будівництво лінії розпочалося в 1981 році. Переважна більшість станцій була побудована в 1980-х роках, останнє розширення сталося у 2017 році. На відкритих в 1980-х роках станціях не були встановлені станційні двері, в середині 2010-х відбувається модернізація станцій на кшталт горизонтальний ліфт.

### Хронологія розвитку
- 19 липня 1985 — відкриття початкової ділянки з 16 станцій та 16,2 км, ділянка «Бомнеголь» — «Бомоса».
- 19 грудня 1986 — відкриття північної кінцевої станції «Нопхо».
- 15 травня 1987 — розширення лінії на південь на 6 станцій, черга «Бомнеголь» — «Чунган».
- 19 травня 1988 — розширення лінії на південний захід на 3 станції, черга «Чунган» — «Тосон».
- 28 лютого 1990 — розширення лінії на південний захід на 2 станції, черга «Тосон» — «Содесін».
- 23 червня 1994 — розширення лінії на південний захід на 6 станцій, «Содесін» — «Сінпхьон».
- 20 квітня 2017 — розширення лінії на південь на 6 станцій, черга «Сінпхьон» — «Дадепхо-біч».

## Лінія
Лінія найзавантаженіша з усіх ліній Пусанського метрополітену. На лінії використовуються восьмивагонні потяги що живляться від повітряної контактної мережі, ширина колії — стандартна. Рухомий склад складається з 408 вагонів, лінію обслуговує 51 восьмивагонний потяг. Назви станцій на мапах та на колійних стінах обов'язково дублюються англійською мовою, оголошення в потягах також двомовні. Подорож між кінцевими станціями займає приблизно одну годину. Переважна більшість станцій має берегові платформи, всі станції побудовані за типовим проектом без архітектурних прикрас.

## Станції
Станції з півдня на північ.
| Перша лінія |                                                    |                  |                                          |                        |                |                                                   |                |
| № станції   | Назва українською                                  | Назва корейською | Назва англійською                        | Розташування           | Пересадка      | Тип                                               | Дата відкриття |
| 095         | «Дадепхо-біч»                                      | 다대포해수욕장   | «Dadaepo Beach»                          | Район Саха, Пусан      |                | Підземна, закритого типу з береговими платформами | 20 квітня 2017 |
| 096         | «Дадепхо-Гарбор»                                   | 다대포항         | «Dadaepo Harbor»                         | Район Саха, Пусан      |                | Підземна, закритого типу з береговими платформами | 20 квітня 2017 |
| 097         | «Натке»                                            | 낫개             | «Natgae»                                 | Район Саха, Пусан      |                | Підземна, закритого типу з береговими платформами | 20 квітня 2017 |
| 098         | «Сінчангнім»                                       | 신장림           | «Sinjangnim»                             | Район Саха, Пусан      |                | Підземна, закритого типу з береговими платформами | 20 квітня 2017 |
| 099         | «Чангнім»                                          | 장림             | «Jangnim»                                | Район Саха, Пусан      |                | Підземна, закритого типу з береговими платформами | 20 квітня 2017 |
| 100         | «Донгме»                                           | 동매             | «Dongmae»                                | Район Саха, Пусан      |                | Підземна, закритого типу з береговими платформами | 20 квітня 2017 |
| 101         | «Сінпгьон»                                         | 신평             | «Sinpyeong»                              | Район Саха, Пусан      |                | Наземна з береговими платформами                  | 23 червня 1994 |
| 102         | «Гадан»                                            | 하단             | «Hadan»                                  | Район Саха, Пусан      |                | Підземна з береговими платформами                 | 23 червня 1994 |
| 103         | «Данні»                                            | 당리             | «Dangni»                                 | Район Саха, Пусан      |                | Підземна з береговими платформами                 | 23 червня 1994 |
| 104         | «Саха»                                             | 사하             | «Saha»                                   | Район Саха, Пусан      |                | Підземна з береговими платформами                 | 23 червня 1994 |
| 105         | «Квечонг»                                          | 괴정             | «Goejeong»                               | Район Саха, Пусан      |                | Підземна з береговими платформами                 | 23 червня 1994 |
| 106         | «Детхі»                                            | 대티             | «Daeti»                                  | Район Саха, Пусан      |                | Підземна з острівною платформою                   | 23 червня 1994 |
| 107         | «Содесін»                                          | 서대신           | «Seodaesin»                              | Район Со, Пусан        |                | Підземна з острівною платформою                   | 28 лютого 1990 |
| 108         | «Дондесін»                                         | 동대신           | «Dongdaesin»                             | Район Со, Пусан        |                | Підземна з береговими платформами                 | 28 лютого 1990 |
| 109         | «Тосон»                                            | 토성             | «Toseong»                                | Район Со, Пусан        |                | Підземна з береговими платформами                 | 19 травня 1988 |
| 110         | «Чагальчгі»                                        | 자갈치           | «Jagalchi»                               | Район Чунг, Пусан      |                | Підземна з береговими платформами                 | 19 травня 1988 |
| 111         | «Нампхо»                                           | 남포             | «Nampo»                                  | Район Чунг, Пусан      |                | Підземна з береговими платформами                 | 19 травня 1988 |
| 112         | «Чунган»                                           | 중앙             | «Jungang»                                | Район Чунг, Пусан      |                | Підземна з острівною платформою                   | 15 травня 1987 |
| 113         | «Пусанський вокзал»                                | 부산역           | «Busan station»                          | Район Дон, Пусан       |                | Підземна з береговими платформами                 | 15 травня 1987 |
| 114         | «Чгорян»                                           | 초량             | «Choryang»                               | Район Дон, Пусан       |                | Підземна з береговими платформами                 | 15 травня 1987 |
| 115         | «Пусанджін»                                        | 부산진           | «Busanjin»                               | Район Дон, Пусан       |                | Підземна з береговими платформами                 | 15 травня 1987 |
| 116         | «Чвачгон»                                          | 좌천             | «Jwacheon»                               | Район Дон, Пусан       |                | Підземна з береговими платформами                 | 15 травня 1987 |
| 117         | «Боміль»                                           | 범일             | «Beomil»                                 | Район Дон, Пусан       |                | Підземна з береговими платформами                 | 15 травня 1987 |
| 118         | «Бомнеголь»                                        | 범내골           | «Beomnaegol»                             | Район Пусанджін, Пусан |                | Підземна з острівною платформою                   | 19 липня 1985  |
| 119         | «Сомйон»                                           | 서면             | «Seomyeon»                               | Район Пусанджін, Пусан | Друга лінія    | Підземна з береговими платформами                 | 19 липня 1985  |
| 120         | «Бучон»                                            | 부전             | «Bujeon»                                 | Район Пусанджін, Пусан |                | Підземна з береговими платформами                 | 19 липня 1985  |
| 121         | «Янчон»                                            | 양정             | «Yangjeong»                              | Район Пусанджін, Пусан |                | Підземна з береговими платформами                 | 19 липня 1985  |
| 122         | «Мерія»                                            | 시청             | «City Hall»                              | Район Йондже, Пусан    |                | Підземна з береговими платформами                 | 19 липня 1985  |
| 123         | «Йонсан»                                           | 연산             | «Yeonsan»                                | Район Йондже, Пусан    | Третя лінія    | Підземна з береговими платформами                 | 19 липня 1985  |
| 124         | «Пусанський Національний Педагогічний Університет» | 교대             | «Busan National University of Education» | Район Йондже, Пусан    |                | Підземна з береговими платформами                 | 19 липня 1985  |
| 125         | «Донне»                                            | 동래             | «Dongnae»                                | Район Донне, Пусан     | Четверта лінія | Естакадна з береговими платформами                | 19 липня 1985  |
| 126         | «Мйонгнюн»                                         | 명륜             | «Myeongnyun»                             | Район Донне, Пусан     |                | Естакадна з береговими платформами                | 19 липня 1985  |
| 127         | «Ончхончанг»                                       | 온천장           | «Oncheonjang»                            | Район Донне, Пусан     |                | Естакадна з береговими платформами                | 19 липня 1985  |
| 128         | «Пусанський національний університет»              | 부산대           | «Pusan National University»              | Район Кимчон, Пусан    |                | Естакадна з береговими платформами                | 19 липня 1985  |
| 129         | «Чангчон»                                          | 장전             | «Jangjeon»                               | Район Кимчон, Пусан    |                | Естакадна з береговими платформами                | 19 липня 1985  |
| 130         | «Кусо»                                             | 구서             | «Guseo»                                  | Район Кимчон, Пусан    |                | Естакадна з береговими платформами                | 19 липня 1985  |
| 131         | «Дусіль»                                           | 두실             | «Dusil»                                  | Район Кимчон, Пусан    |                | Підземна з береговими платформами                 | 19 липня 1985  |
| 132         | «Намсан»                                           | 남산             | «Namsan»                                 | Район Кимчон, Пусан    |                | Підземна з береговими платформами                 | 19 липня 1985  |
| 133         | «Бомоса»                                           | 범어사           | «Beomeosa»                               | Район Кимчон, Пусан    |                | Підземна з береговими платформами                 | 19 липня 1985  |
| 134         | «Нопхо»                                            | 노포             | «Nopo»                                   | Район Кимчон, Пусан    |                | Наземна з береговими платформами                  | 19 грудня 1986 |

## Галерея

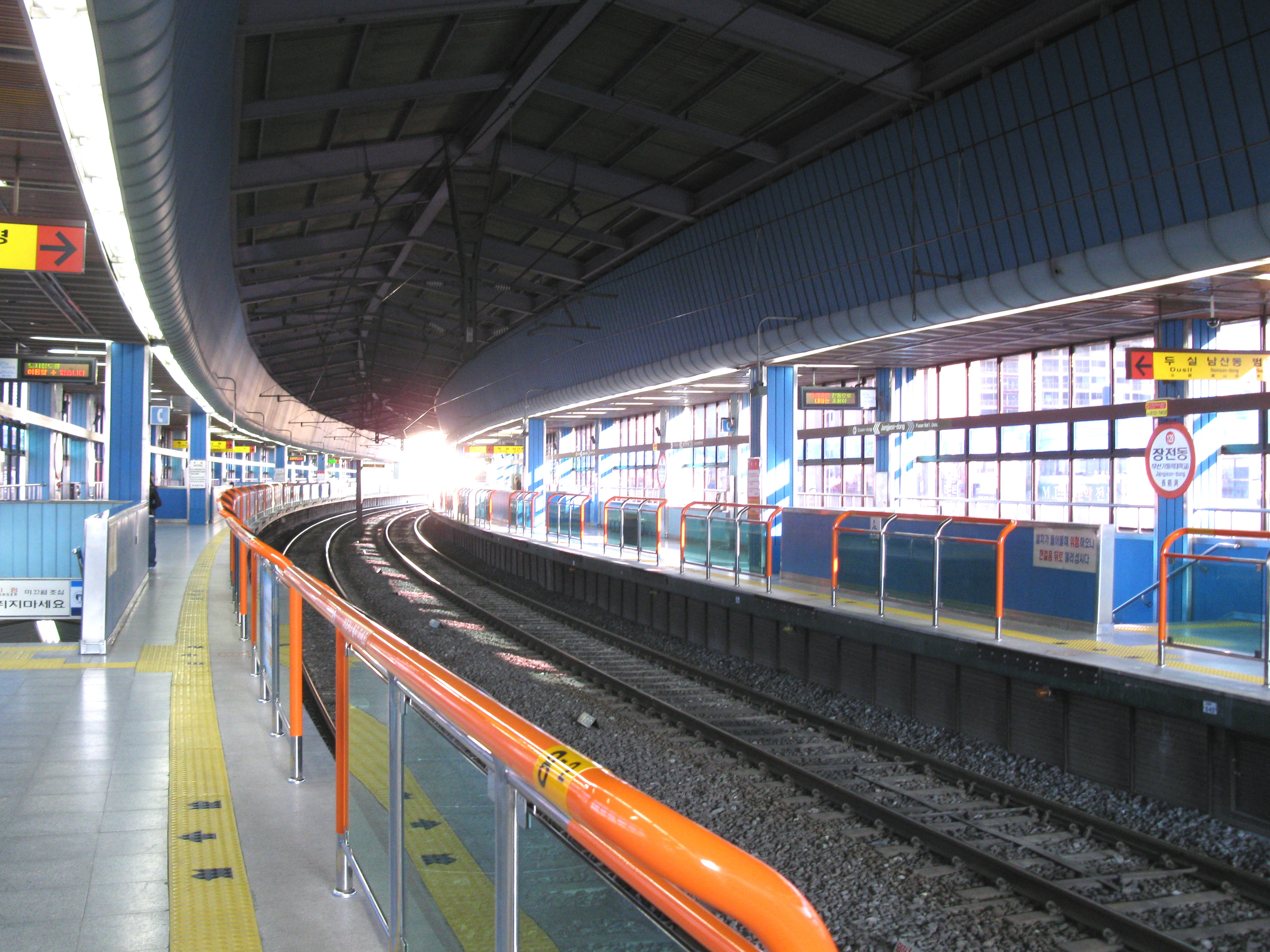
Берегові платформи критої естакадної станції «Чангчон»
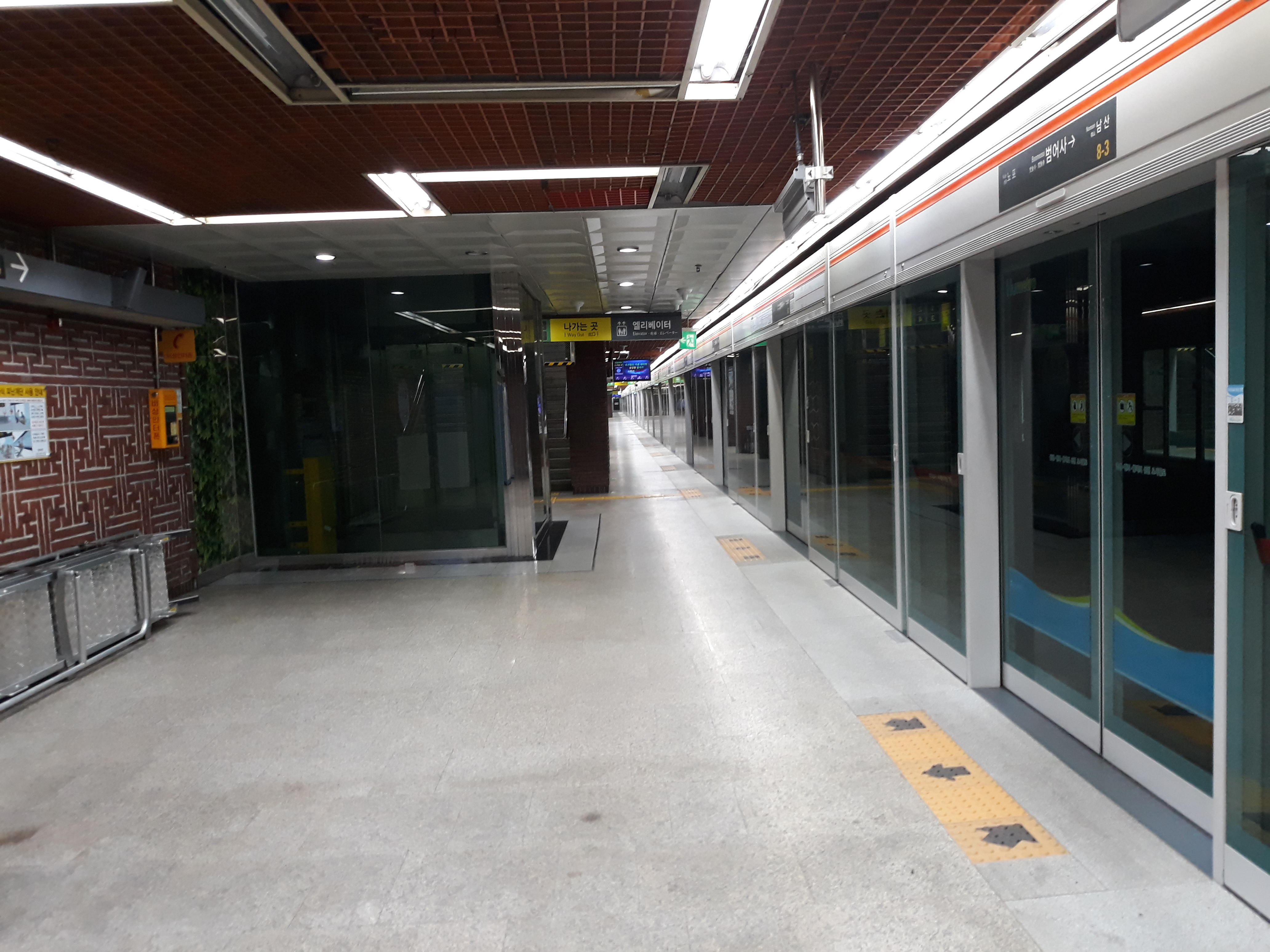
Підземна станція «Бомоса» системи горизонтальний ліфт по реконструкції
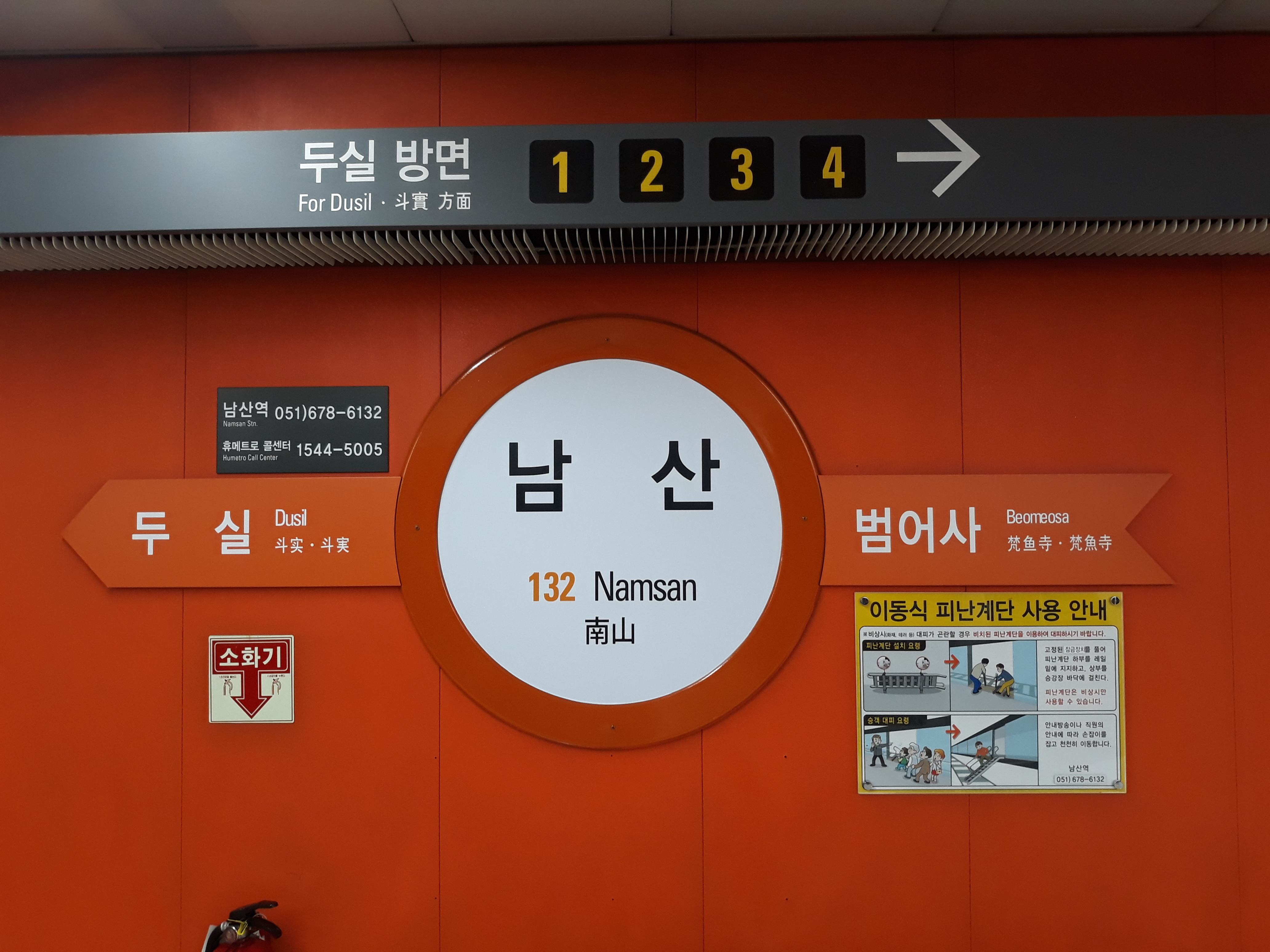
Назва станції на стіні